# هوتنبرگ
هوتنبرگ (به آلمانی: Hüttenberg) یک شهر در آلمان است که در لان-دیل واقع شده‌است. هوتنبرگ ۱۰٬۵۶۲ نفر جمعیت دارد.

## خواهرخوانده
شهرهای Göstling an der Ybbs، Crémieu و Oberschönau خواهرخوانده‌های هوتنبرگ هستند.